# Beinn Bhuidhe (Skye)
Beinn Bhuidhe is een berg op Skye in Schotland. De berg is 255 meter hoog en ligt naast het dorp Carbost. Op de Beinn Bhuidhe ontstaat het riviertje Allt Mòr.